# Мезьер, Лотар де
Ло́тар де Мезье́р (нем. Lothar de Maizière, род. 2 марта 1940, Нордхаузен) — немецкий политик, первый и единственный не коммунистический председатель Совета министров ГДР (с 12 апреля по 2 октября 1990), председатель Христианско-демократического союза ГДР (1989—1990). Министр по особым поручениям ФРГ (1990). В декабре 1990 года, после того, как он был разоблачён как агент «Штази», ушёл из политики.

## Биография
Де Мезьер имеет гугенотское происхождение. Дядя Лотара де Мезьера Ульрих де Мезьер был штабным генералом вермахта и бундесвера, а его двоюродный брат Томас де Мезьер — действующий политик ХДС, министр обороны ФРГ (2011—2013), министр внутренних дел (2013—2018).
Де Мезьер окончил Берлинскую высшую школу музыки имени Эйслера по классу альта (1965) и в последующие 10 лет играл в симфоническом оркестре, затем по медицинским причинам отказался от музыкальной карьеры, окончил юридический факультет Берлинского университета имени Гумбольдта и работал юристом.
В 1956 году вступил в восточногерманский ХДС. В ноябре 1989 стал председателем ХДС ГДР. С 18 ноября 1989 по 12 апреля 1990 года — заместитель председателя Совета министров. Де Мезьер был избран в Народную палату ГДР 18 марта 1990 года. Вошёл в историю как последний председатель Совета министров ГДР, этот пост он занимал с 12 апреля по 2 октября 1990 года.
После объединения Германии главой правительства объединённой Германии стал Гельмут Коль. 3 октября 1990 года Лотар де Мезьер был назначен федеральным министром по специальным поручениям. 1—2 октября 1990 года состоялся объединительный 38-й съезд ХДС — в его состав вошёл восточногерманский ХДС. Лотар де Мезьер занял пост заместителя председателя объединённого ХДС.
Политическая карьера Лотара де Мезьера была очень непродолжительной. Вскоре популярный журнал Der Spiegel опубликовал данные собственного расследования, в котором сообщалось, что Лотар де Мезьер был «неофициальным сотрудником» (агентом) министерства безопасности ГДР (Штази) под кодовой кличкой «Черни» (Czerni). Де Мезьер вначале пытался отрицать это утверждение, но вследствие разоблачительных публикаций 17 декабря 1990 года ушёл в отставку.

## Награды
- Орден Дружбы (Россия, 24 февраля 2010 года) — за большой вклад в укрепление отношений добрососедства и сотрудничества между народами России и Германии[7]

## Интересные факты
- Сотрудницей премьер-министра Л. де Мезьера и его пресс-секретарём в 1990 году была Ангела Меркель.
- Лотар де Мезьер является почётным Председателем Форума «Петербургский диалог»[8] с германской стороны.
- Л. де Мезьер является почётным профессором Российской академии музыки имени Гнесиных[9].
- Лотар де Мезьер — Дельфийский посол[10] Международного Дельфийского совета, учреждённого в 1994 году для проведения Международных Дельфийских игр.